# Oberndorf am Lech
Oberndorf là một đô thị ở huyện Donau-Ries trong bang Bayern nước Đức. Đô thị Oberndorf am Lech có diện tích 19,36 km².